# Мозамбик на Летњим олимпијским играма 2008.
Мозамбику  је ово били осмо учешће на Летњим олимпијским играма. Мозамбик је на Олимпијским играма 2008. у Пекингу био заступљен са четворо спортиста (два мушкарца и две жене) који су се такмичили у три спорта. Најстарија и најискуснија спортисткиња екипи била је атлетичарка Марија Мутола са (35 год. и 293 дана) за коју су ово биле 6 игре, а најмлађи је био пливач Шакил Камал (18 год и 150 дана) .
Спортисти Мозамбика на овим играма нису освојили ниједну медаљу.
Заставу Мозамбика на свечаном отварању Олимпијских игара 2008. носио је као и на прошлим играма атлетичар Курт Кото, који се није такмичио на овим играма.

## Учесници по дисциплинама
| Спорт      | Мушкарци | Жене | Укупно |
| ---------- | -------- | ---- | ------ |
| Атлетика   | 0        | 1    | 1      |
| Пливање    | 1        | 1    | 2      |
| Џудо       | 1        | 0    | 1      |
| Укупно (3) | 2        | 2    | 4      |

| Спорт   | Дисциплина    | Муш. /Жене | Резултат | Спортиста   |
| ------- | ------------- | ---------- | -------- | ----------- |
| Пливање | 50 м слободно | М          | 24,93    | Шакил Камал |

## Резултати

### Атлетика

#### Жене
| Атлетичарка Лични рекорд  | Дисциплина | Група    | Група       | Четвртфинале | Четвртфинале | Полуфинале | Полуфинале   | Финале   | Финале | Детаљи |
| Атлетичарка Лични рекорд  | Дисциплина | Резултат | Место       | Резултат     | Место        | Резултат   | Место        | Резултат | Место  | Детаљи |
| ------------------------- | ---------- | -------- | ----------- | ------------ | ------------ | ---------- | ------------ | -------- | ------ | ------ |
| Марија Мутола, 1:55,19 НР | 800 м      | 1:58,91  | 1 у гр.4 КВ |              |              | 1:58,61    | 2 у пф. 1 КВ | 1:57,68  | 5 / 42 |        |

## Пливање

#### Мушкарци
| Пливач Лични рекорд | Дисциплина    | Група    | Група     | Полуфинале       | Полуфинале       | Финале           | Финале  | Детаљи |
| Пливач Лични рекорд | Дисциплина    | Време    | Пласман   | Време            | Пласман          | Време            | Пласман | Детаљи |
| ------------------- | ------------- | -------- | --------- | ---------------- | ---------------- | ---------------- | ------- | ------ |
| Шакил Камал, 26,17  | 50 м слободно | 24,93 НР | 6 у гр. 6 | Није се пласирао | Није се пласирао | Није се пласирао | 67 /97  |        |

#### Жене
| Пливачица Лични рекорд | Дисциплина    | Група    | Група    | Полуфинале        | Полуфинале        | Финале            | Финале  | Детаљи |
| Пливачица Лични рекорд | Дисциплина    | Време    | Пласман  | Време             | Пласман           | Време             | Пласман | Детаљи |
| ---------------------- | ------------- | -------- | -------- | ----------------- | ----------------- | ----------------- | ------- | ------ |
| Шимене Гомес, 28,76    | 50 м слободно | 28,15 ЛР | 1 у гр 4 | Није се пласирала | Није се пласирала | Није се пласирала | 58 / 90 |        |

## Џудо
Мушкарци
| Такмичар      | Дисц.  | Квал.                                 | коло 32            | коло 16            | Четвртфинале       | Полуфинале         | 1. коло репасажа   | Четвртфин. репасажа | Полуфин. репасажа  | Финале             | Бел. |
| Такмичар      | Дисц.  | Противник Резултат                    | Противник Резултат | Противник Резултат | Противник Резултат | Противник Резултат | Противник Резултат | Противник Резултат  | Противник Резултат | Противник Резултат | Бел. |
| ------------- | ------ | ------------------------------------- | ------------------ | ------------------ | ------------------ | ------------------ | ------------------ | ------------------- | ------------------ | ------------------ | ---- |
| Едсон Мадеира | -66 кг | Dex Elmont Холандија · Пор. 0000-1000 | Није се пласирао   | Није се пласирао   | Није се пласирао   | Није се пласирао   | Није се пласирао   | Није се пласирао    | Није се пласирао   | Није се пласирао   |      |